# Adela Piskorska
Adela Piskorska (16 de noviembre de 2003) es una deportista polaca que compite en natación, especialista en el estilo espalda. Ganó tres medallas en el Campeonato Europeo de Natación de 2024, oro en 100 m espalda y 4 × 100 m estilos y bronce en 50 m espalda.

## Palmarés internacional
| Campeonato Europeo | Campeonato Europeo | Campeonato Europeo | Campeonato Europeo |
| Año                | Lugar              | Medalla            | Prueba             |
| ------------------ | ------------------ | ------------------ | ------------------ |
| 2024               | Belgrado (Serbia)  | Medalla de oro     | 100 m espalda      |
| 2024               | Belgrado (Serbia)  | Medalla de oro     | 4 × 100 m estilos  |
| 2024               | Belgrado (Serbia)  | Medalla de bronce  | 50 m espalda       |